# Stora silver

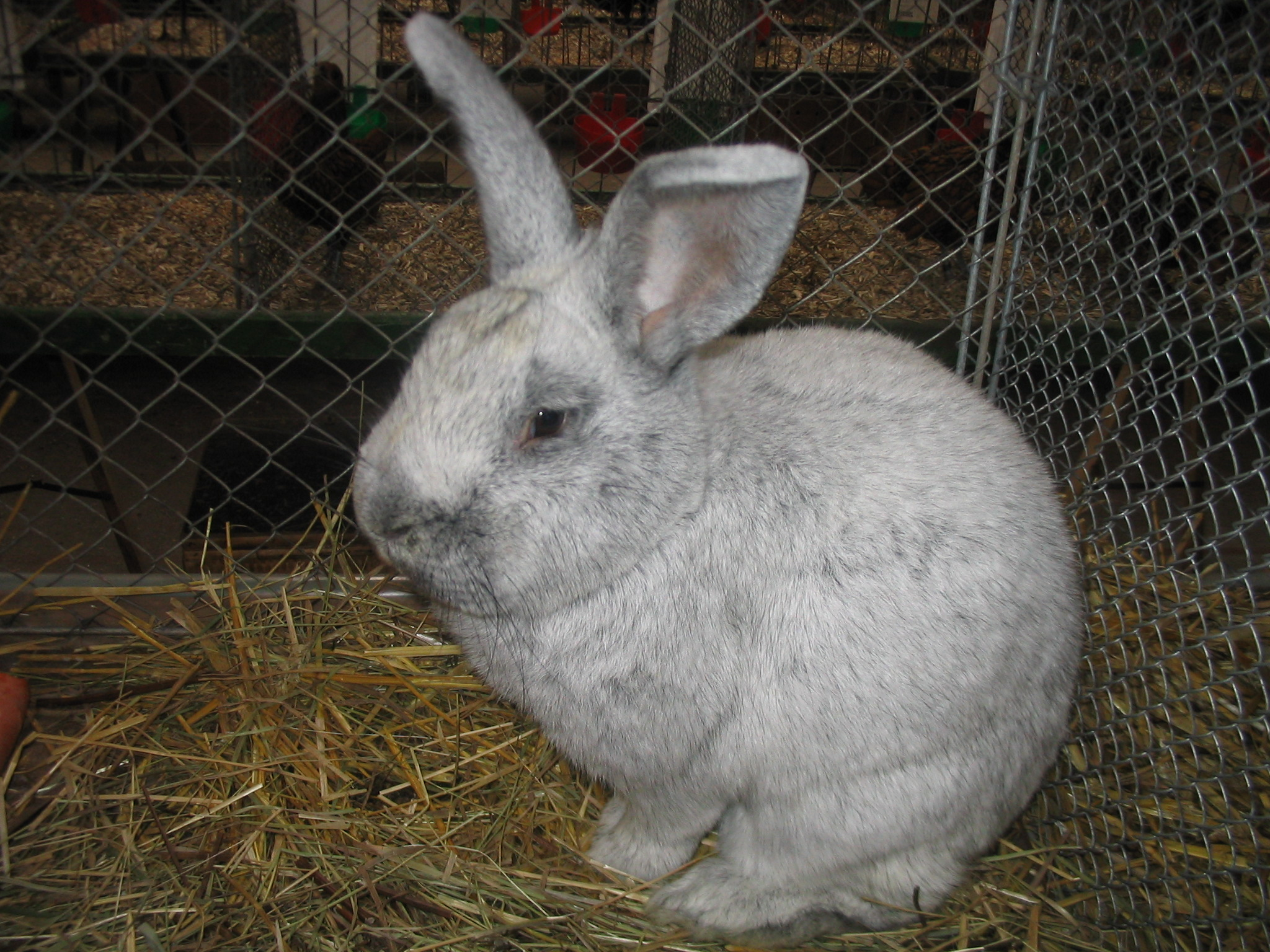
Stora silver är större än lilla silver.

Stora silver är en av de två svenska varianterna av silverkaninen, lilla silver är den andra. Silverkaninen härstammar från Orienten och räknas till de äldsta raserna. Den är inte framavlad genom korsning av andra raser som är vanligt bland andra kaniner, utan har uppstått genom en mutation. Enligt engelska uppfödare är hemlandet för silverkaninen Bortre Indien i Siam och Birma. 

## Färg
Silverkaninens färg var från början svart, med blåsvart underull och jämnt fördelade silverskimrande täckhår. Täckhåren saknar pigment och skapar därför kaninens karaktäristiska silverlyster. I Sverige finns silverkaninen godkänd i färgerna svart, blå, brun, viltgul och viltgrå . I England har uppfödarna också tagit fram färgen silver-fawn med hjälp av crémefärgad argente. Ungarna föds enfärgade och blir inte silverfärgade förrän vid 5 veckors ålder.

## Rasprägel
Stora silver är en stor kaninras och den föds främst upp för utställning och kött. Den kan väga upp till 5 kg i vuxen ålder.Till skillnad från Lilla silver så har Stora silver uppstått genom att korsa in andra raser. Till det har använts bland annat Fransk lantkanin och kanske även Belgisk jätte.Stora silver ska ha styvt upprättstående öron som är jämnt behårade. Halsen ska vara kort och huvudet sitta tätt på kroppen. Kroppen ska vara kort och bred med bred framkropp. Helhetsintrycket ska vara en kort och kraftig kanin. Som de flesta stora raser, brukar Stora silvern vara vänlig. Dock bör den blivande ägaren vara uppmärksam på aggressivt beteende, särskilt hos honor. Men majoriteten av stora silvrar är snälla och tillmötesgående.